# Müller-Arnold-Fall
Der Müller-Arnold-Fall ist ein Rechtsfall aus der Zeit König Friedrichs II. von Preußen, an dem sich exemplarisch das Problem richterlicher Unabhängigkeit beobachten lässt.

## Fallbeschreibung
Der Müller Arnold aus Pommerzig im Oderbruch betrieb eine Wassermühle an einem zur Oder fließenden Gewässer („Fluss“). Er war Erbpächter und schuldete so seinem Erbzinsherren Graf Schmettau den Erbzins, den er aus den Erlösen der Wassermühle bestritt.
Eines Tages jedoch legte der Landrat des Kreises Züllichau, George Samuel Wilhelm von Gersdorff, der flussaufwärts Land in Kay besaß, einen Karpfenteich an. Der (private) Fluss führte dadurch (angeblich) nur noch sehr wenig Wasser, weshalb der Müller behauptete, er könne sein Geschäft nicht weiter betreiben und deshalb den Erbzins an seinen Herrn nicht mehr bezahlen. Graf von Schmettau erstritt 1773 ein Urteil des Patrimonialgerichts (bei dem er selbst Gerichtsherr war) gegen den Müller. Dieser wandte sich nun an das zuständige Gericht in Küstrin, das das Urteil jedoch bestätigte. 1778 wurde die Mühle zwangsversteigert, und von Gersdorff erwarb sie.
Müller Arnold verfasste Eingaben an König Friedrich II., welcher ihn auch anhörte. Friedrich ordnete eine Untersuchung an und hob schließlich in einem Machtspruch die Urteile gegen den Müller auf. Außerdem wurden die beteiligten Richter ihrer Ämter enthoben.
Der König wörtlich:

„Darnach mögen sich die Justiz-Collegia in allen Provinzen nur zu richten haben, und wo sie nicht mit der Justiz ohne alles Ansehen der Person und des Standes gerade durch gehen, sondern die natürliche Billigkeit bei Seite setzen, so sollen sie es mit Sr.K.M. zu thun kriegen. Denn ein Justiz-Collegium, das Ungerechtigkeiten ausübt, ist gefährlicher und schlimmer, wie eine Diebesbande, vor die kann man sich schützen, aber vor Schelme, die den Mantel der Justiz gebrauchen, um ihre üblen Passiones auszuführen, vor die kann sich kein Mensch hüten. Die sind ärger als die größten Spitzbuben, die in der Welt sind, und meritiren eine doppelte Bestrafung.“

Am 18. Dezember 1779 erhielt der preußische Justizminister Zedlitz vom König die Weisung:

„Von Seiten des Criminalcollegii werde über diese 3 Leute nach der Schärfe der Gesetze gesprochen und zum mindesten auf Cassation und Vestungsarrest erkannt, wobey ich auch gleich zu erkennen gebe, daß, wenn das nicht mit aller Strenge geschieht, Ihr sowohl als auch das Criminalkollegium es mit mir zu thun kriegen werden!“

Die übrigen Richter am Kammergericht weigerten sich jedoch, die verhafteten Richterkollegen des Kammergerichts zu verurteilen. So verurteilte Friedrich selbst die Richter zu einem Jahr Haft in der Zitadelle Spandau und sprach dem Müller Arnold Schadensersatz zu. Die betroffenen Richter wurden nach zwei Dritteln der verbüßten Haftstrafe am 5. September 1780 vom König begnadigt.
In der Folge wurde nach diesem Justizskandal die Kodifikation des Allgemeinen Landrechts weiter vorangetrieben und dabei die Rolle des Königs im Verhältnis zur Judikative in Preußen neu überdacht. Das Verfahren des Müllers Arnold wurde als Geburtsstunde der richterlichen Unabhängigkeit bezeichnet, die allerdings erst 70 Jahre später am 31. Januar 1850 mit § 86 der preußischen Verfassung gesetzlich abgefasst und so verwirklicht wurde. Weniger ging es darum, ob der Müller mit seinen Behauptungen recht hatte, mehr ging es um die Frage, ob der König hätte eingreifen dürfen.

## Bewertung und Legendenbildung
Ob der Müller tatsächlich recht hatte, ist wohl nicht mehr aufklärbar: Es gibt einige Stimmen, die meinen, dass der König hier keinem Machtspruch nachgegangen sei, sondern dem Recht Geltung verschafft habe gegenüber dem Standesdünkel der damaligen Richter. Andere geben dagegen dem Richter recht und kritisieren sowohl die Vorgehensweise des Königs als auch die sich aus dem Fall ergebende Legendenbildung.
Diese Legende will anhand des Müller-Arnold-Falls die Güte und Gerechtigkeit Friedrichs II. gegenüber seinen Untertanen belegen. Der Biografie des Seefahrers und späteren Kolberg-Verteidigers Joachim Nettelbeck zufolge wurde der Fall bis nach Lissabon bekannt und Friedrich II. international als gerechter Herrscher gefeiert. Die Legende wurde irrigerweise mit der Historischen Mühle von Sanssouci verbunden, obwohl das nicht eine Wasser-, sondern eine Windmühle war.

## Filmische Rezeption
- Die Kulturingenieure am Institut für angewandte Geschichte: Der König und der Müller, D 2012, 4 Min., Animationskurzfilm (diekulturingenieure.de)